# 32250 Karthik
32250 Karthik è un asteroide della fascia principale. Scoperto nel 2000, presenta un'orbita caratterizzata da un semiasse maggiore pari a 3,0823380 UA e da un'eccentricità di 0,0878283, inclinata di 9,32764° rispetto all'eclittica.